# Dübendorf

Dübendorf von Westen gesehen im Jahr 2011, ausserhalb des unteren Bildrandes der Bahnhof Stettbach, im Vordergrund das Hochbordquartier noch ohne Hochhäuser. Im Hintergrund links der Militärflugplatz, im weiteren Hintergrund rechts der Greifensee.

Dübendorf ist eine Stadt im Bezirk Uster des Kantons Zürich in der Schweiz. Sie wurde mit dem Wachstum der Metropolregion Zürich zu einer städtischen Siedlung und gilt seit 1974 politisch als eine Stadt. Die Gemeinde umfasst die Ortsteile Dübendorf, Gfenn, Hermikon und Stettbach im oberen Glattal sowie die Aussenwachten Gockhausen, Geeren und Dübelstein am Nordhang des Adlisberges und somit bereits am Rand des Zürcher Oberlands. Ihr Mundartname lautet Dübedorf oder Dübi. Die Einwohnerzahl betrug Ende 2024 32'469. Zwischen 2012 und 2024 betrug deren Wachstum über 20 Prozent. Die Anzahl der Beschäftigten beträgt 20'605. Die Bauinvestitionen erreichten 2022 mit 317 Mio. Franken einen historischen Höchstwert (2009: 158 Mio.). Es gab im März 2024 fünf Hotels mit insgesamt 273 Betten sowie 12 Landwirtschaftsbetriebe mit total 139 Kühen.

## Geographie
Die Stadt Dübendorf befindet sich auf einer Höhe von 440 m ü. M. und ist Teil der Metropolregion Zürich. Sie liegt an der Glatt, acht Kilometer östlich vom Stadtzentrum der Stadt Zürich, welche durch den Adlisberg vom Glattal abgetrennt wird. Der direkte Übergang liegt auf 606 m ü. M.
Dübendorf grenzt im Westen an die Stadt Zürich, im Norden an Wallisellen und Dietlikon, im Nordosten an Wangen-Brüttisellen und im Südosten an Volketswil, Schwerzenbach und Fällanden.
- Fläche in ha: 1.362[10]
  - davon Landwirtschaft: 33,3 %
  - davon Wald: 20,6 %
  - davon Verkehr: 12,1 %
  - davon Siedlungen: 32,7 %
- Bauzonen: Total 543,6 ha
  - davon überbaut: 500,1 ha
  - davon nicht überbaut: 43,5 ha

## Geschichte

Dübendorf, historisches Luftbild von 1923, aufgenommen aus 500 Metern Höhe von Walter Mittelholzer

### Frühgeschichte
Die ältesten Funde aus der Gemeinde Dübendorf stammen noch aus prähistorischer Zeit. Neben Einzelfunden aus der Stein- und Bronzezeit sind auch Grabstätten bekannt. Alle stammen aus zerstörten Gräbern, von denen heute nur noch die Beigaben zeugen. Sie stammen aus der Zeit um 1400 und 700 v. Chr.

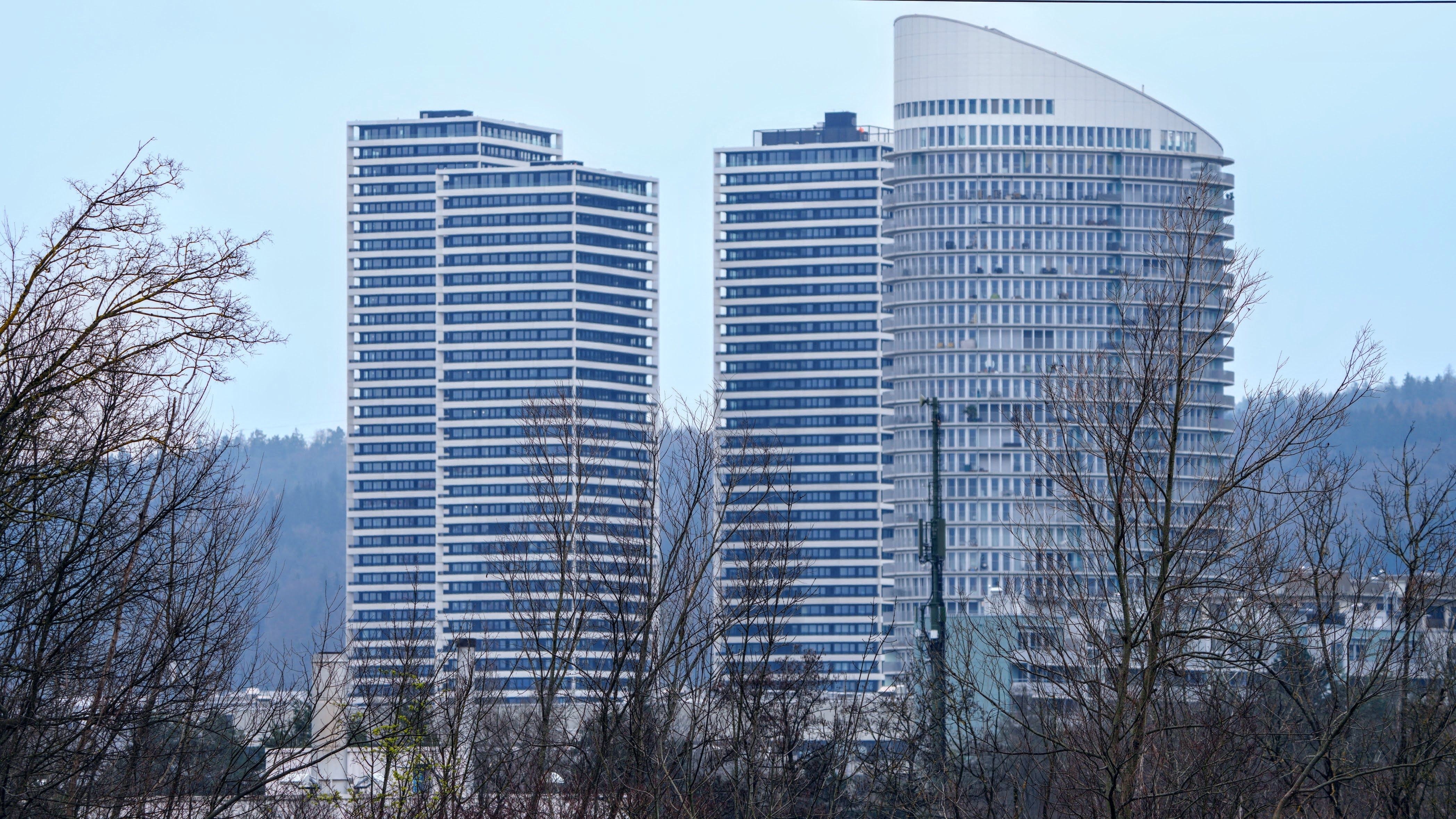
2020 bis 2024 fertiggestellte Wohnüberbauung Three Points und Jabee Tower. (Foto: Peter Arnold)

Die frühesten Siedlungsbefunde aus Dübendorf liegen aus dem Bereich der reformierten Kirche vor. Archäologische Grabungen haben gezeigt, dass an dieser Stelle eine römische Ansiedlung, vermutlich ein Landgut bestand. Im Bereich der reformierten Kirche Wil wurden bereits im Jahr 1839 Reste dieses römischen Gebäudekomplexes frei gelegt. Archäologische Grabungen von 1968 brachten Mauern von Vorgängerbauten der Kirche zutage: eine karolingische Saalkirche mit Apsis war über den Mauern des römischen Gutshofes gebaut. Fürs Hochmittelalter sind Um- und Erweiterungsbauten bis ins 17. und 18. Jh. belegt. In der Kirche wurden 18 Gräber geborgen, wovon fünf aus dem 9./10. Jh., die restlichen aus dem 11.–15. Jh.
Eine durchgehende Besiedlung der Ortschaft lässt sich erst ab dem 6. Jahrhundert nachweisen, dies abermals anhand von Grabfunden. Die Bezeichnung Dübendorf bezieht sich vermutlich auf das lateinische Wort «curtis» (Hofstatt, befestigter Wirtschaftshof) und weist darauf hin, dass hier eine Siedlung vorliegt, die von einer sozial hochgestellten Sippschaft bewohnt wurde.
Bereits im Frühmittelalter bestanden auch Ansiedlungen an der Glatt. So wird Hermikon im Jahre 858 als erste Siedlung in schriftlichen Quellen genannt, 946 ist Dübendorf als «Tuobilindorf» erstmals urkundlich bezeugt. Dorf und Kirche waren vermutlich schon im 8. Jahrhundert Eigentum des Klosters Reichenau am Bodensee, das während langer Zeit wichtigster Grundbesitzer in Dübendorf war und auch die Gerichtsherrschaft ausübte. Auf Dübendorfer Gemeindegebiet liegt eine heute vergessene Burgstelle, die vermutlich im 10./11. Jahrhundert errichtete «Schyterburg», die den wichtigen Weg vom «Klösterli» beim Zoo Zürich ins Glattal kontrollierte.

### Lazariterkirche

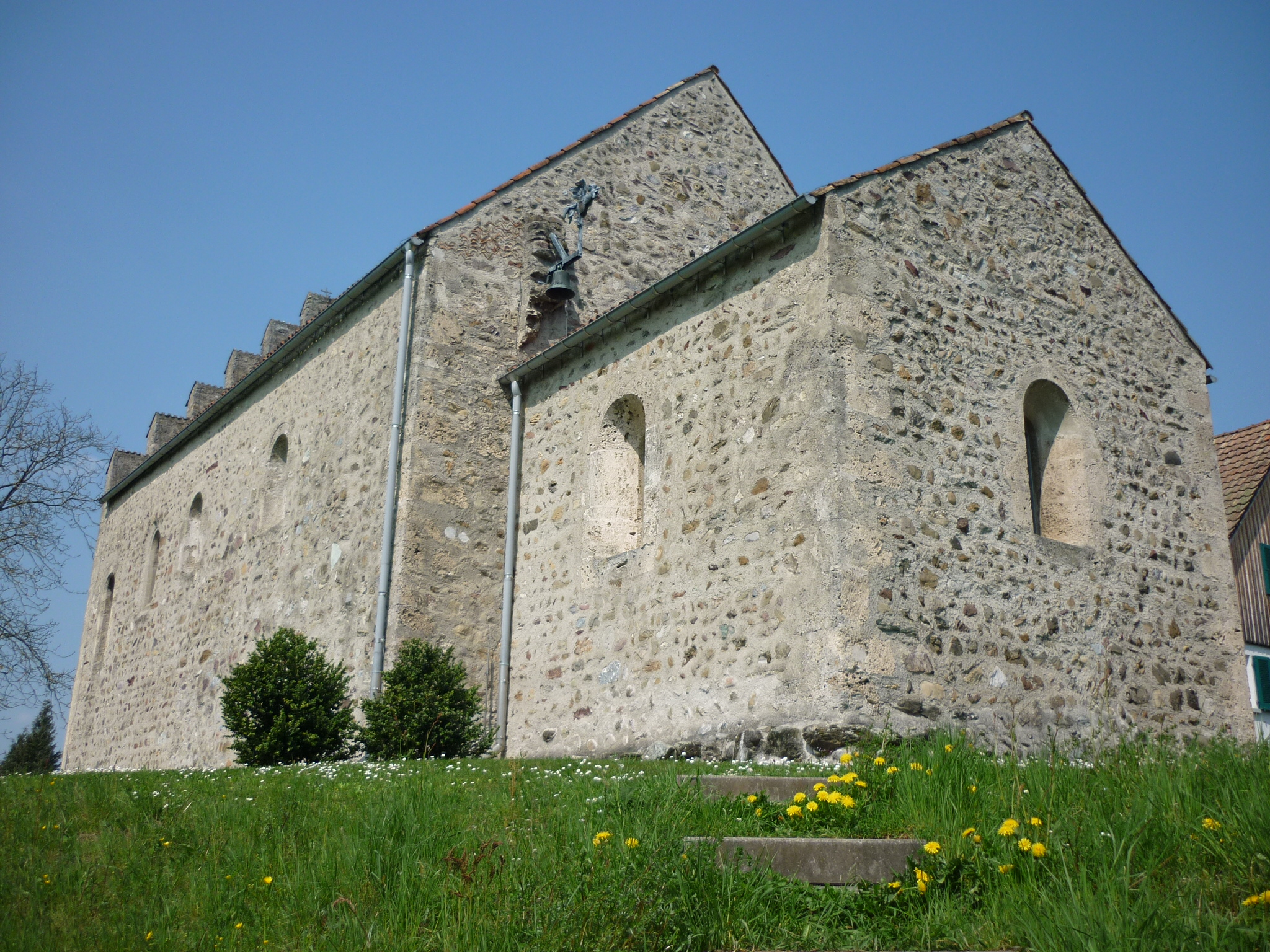
Die im 13. Jahrhundert erbaute Lazariterkirche im Ortsteil Gfenn

Ein Wahrzeichen von nationaler Bedeutung steht in Gfenn, die Lazariterkirche Gfenn, ein Gotteshaus aus dem 13. Jahrhundert. Die Lazariterkirche gehörte einst zu einem Kloster des Lazarus-Ordens, dessen Laienbrüder ein Leprosorium (Aussätzigenspital) führten. Die Stadt liess sie sorgfältig restaurieren, und seit 1967 dient sie als paritätische Kirche. Gerne benützt wird sie auch für Hochzeiten und Konzerte. Neben der Kirche befindet sich eine Häusergruppe, die 1828 auf den Grundmauern des abgebrannten Konventhauses des Klosters entstand. Zwei dieser Hausteile wurden 1988 von der Stadt restauriert. Die «Klosterstube» und der wiederentdeckte romanische Keller dienen heute als schmucke öffentliche Räume.

### Ehem. Kirche St. Maria in Wil
Bei der Erwähnung Dübendorfs im Jahr 946 bestand wohl bereits die Kirche St. Maria in Wil, bezeugt wurde sie erst im Jahr 1272. Kollatur und Zehnten gehörten der Abtei Reichenau. Als Lehen besass Johann von Tengen, sesshaft in Eglisau, Hof und Kirchensatz, verpfändete sie 1371 dem Ritter Gottfried Mülner, Vogt in Zürich, und nochmals 1379. Mülners Tochter Anna, Witwe des Rüdiger Manesse, vergabte 1395 das ihr und ihrer Schwester Verena von Schellenberg zugefallene Erbe dem Johanniterhaus Küsnacht und wurde 1414 diesem inkorporiert. 1478 vertauschten Komtur und Konvent von Küsnacht Pfarrkirche, Widum und Kollatur in Dübendorf gegen die Pfarrkirche Egg mit dem Augustiner Chorherrenstift St. Martin auf dem Zürichberg. Dieses verkaufte schon 1487 seine sämtlichen Rechte in Dübendorf an Hans Waldmann auf Dübelstein, von dem es mit seinem gesamten Vermögen bei der Entmachtung an die Stadt Zürich kam.
Ein erster Kirchenbau ist frühmittelalterlich, in karolingischer Zeit anzusetzen, laut Grabungen um 700. Der zweite, hochmittelalterliche Bau dürfte um 1000 im romanischen Stil erbaut worden sein. Nach dem Brand von 1443, gelegt durch die Eidgenossen, wird der dritte, gotische Kirchbau erstellt worden sein. In den Jahren 1833/1834 wurde die Kirche vergrössert, 1968 abgebrochen und durch die heutige reformierte Kirche Wil ersetzt.

### Burg Dübelstein

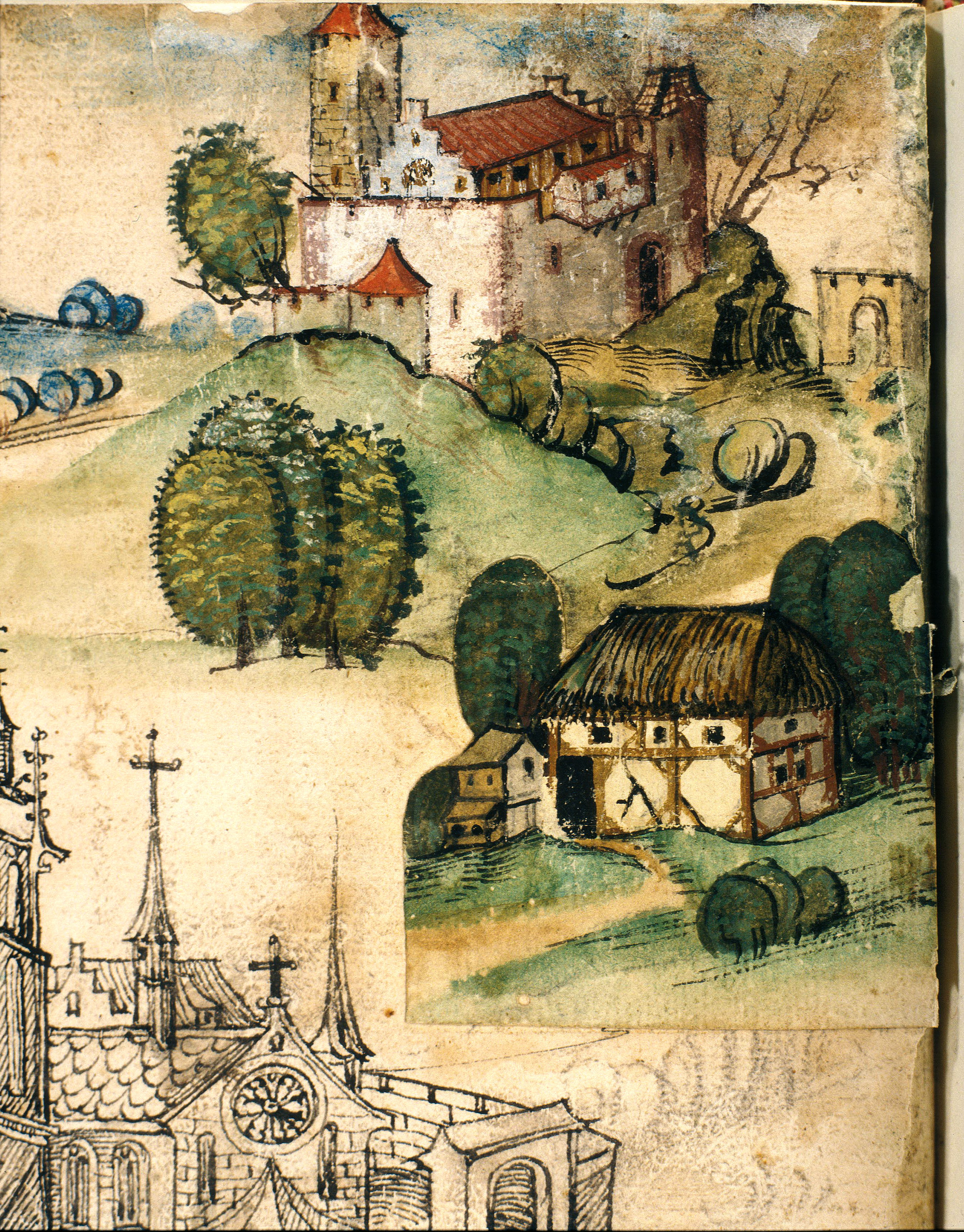
Älteste Darstellung der Waldmannsburg in Gerold Edlibachs Wappenbuch von 1489

Um die Mitte des 13. Jahrhunderts wurde am Abhang des Adlisbergs die Burg Dübelstein erbaut. Ritter Conrad von Dübelstein war der erste Burgherr, und fortan nannten sich die in Zürich verbürgerten Herren auch nach dieser Burg. 1487 erwarb der berühmte Zürcher Bürgermeister Hans Waldmann Burg und Vogtei zu Eigentum, nachdem er bereits das Patronatsrecht über Kirche und Zehnten aufgekauft hatte. Nach der Hinrichtung Waldmanns im Jahre 1489 fielen alle seine Besitzungen an die Stadt Zürich. 1615 ging die Burg Dübelstein in Flammen auf. Der unter Denkmalschutz stehende, der Öffentlichkeit zugängliche Ruinenhügel mit seinen 1942/43 ausgegrabenen und restaurierten Fundamentresten wurde 1998 zum symbolischen Preis von einem Franken an den Verein Pro Waldmannsburg verkauft.

### Stadtentwicklung
Bodenfunde aus der jüngeren Steinzeit und der Bronzezeit sowie ein römischer Verkehrsweg von Stettbach über Wil und Hermikon nach Uster lassen darauf schliessen, dass Dübendorf schon zu Urzeiten besiedelt war. Trotz dieser früh einsetzenden Wohnkultur ist die Gemeinde während Jahrhunderten ein ärmliches Ackerbauerndorf geblieben. Ihre Einwohner hatten mit der starken Bevölkerungszunahme im 17. und 18. Jahrhundert, der Zersplitterung ihres Grundbesitzes und äusserst prekären Wohnverhältnissen zu kämpfen. Vor allem während der Koalitionskriege hatte die Bevölkerung schwer unter der Besetzung des damaligen Dorfes durch die Franzosen zu leiden, die Zwangseinquartierungen und Kriegshandlungen mit sich brachte.
Der wirtschaftliche Aufschwung setzte in der ersten Hälfte des 19. Jahrhunderts mit der Gründung von mehreren Spinnereien an der Glatt ein. Besonders bedeutungsvoll für die wirtschaftliche Entwicklung war die Eröffnung der Eisenbahnstrecke Zürich–Uster 1856 und die Korrektion des Glattlaufs in den Jahren 1850 bis 1895, die im Frühjahr das Hochwasser erfolgreich zurückzuhalten vermochte und ehemaliges Sumpfgebiet in nützliches Landwirtschaftsland und Baugebiet umwandelte.

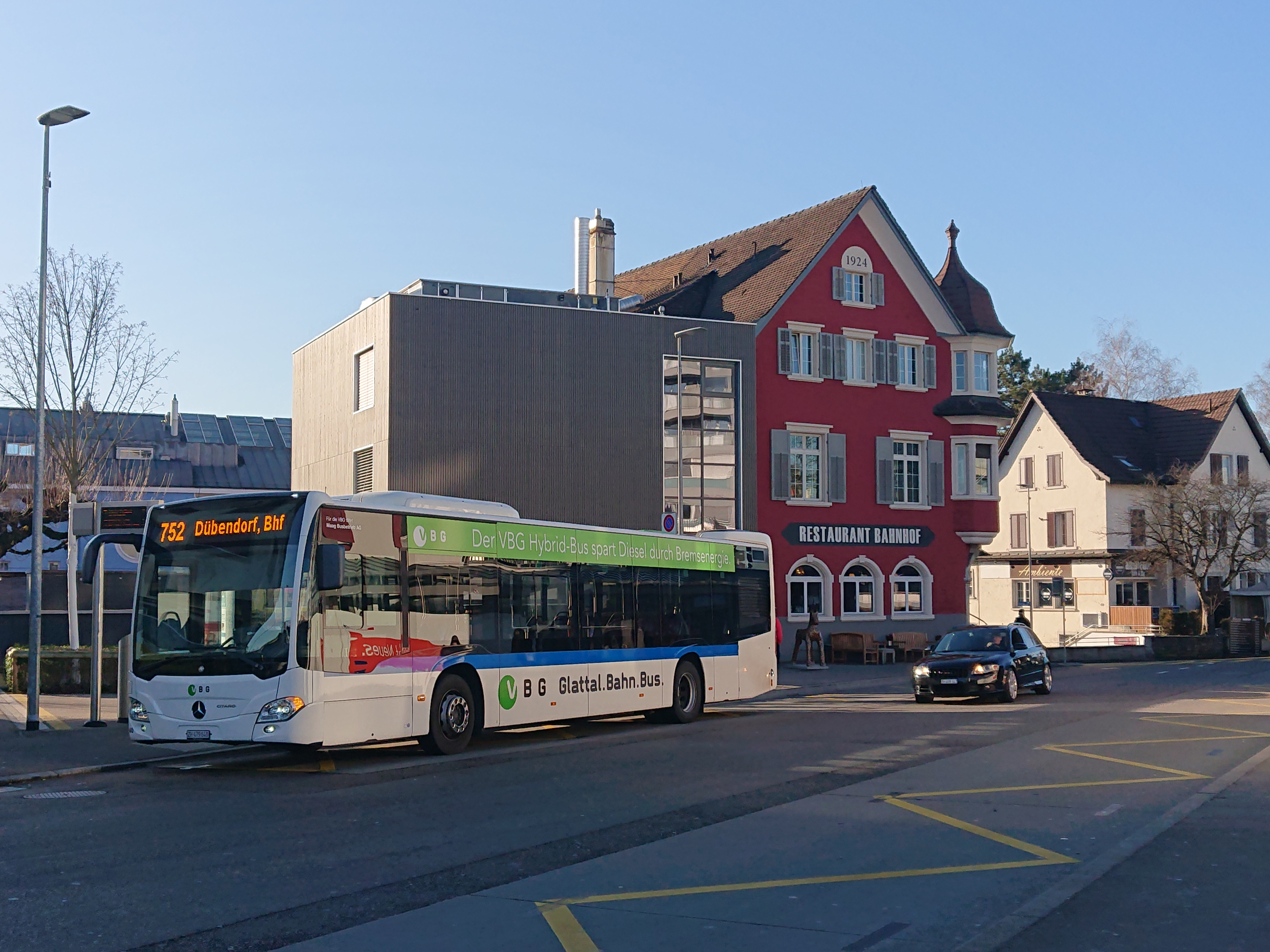
Bahnhof Dübendorf, Bushaltestelle und ehemaliges «Restaurant Bahnhof»

### Flugplatz ab 1910

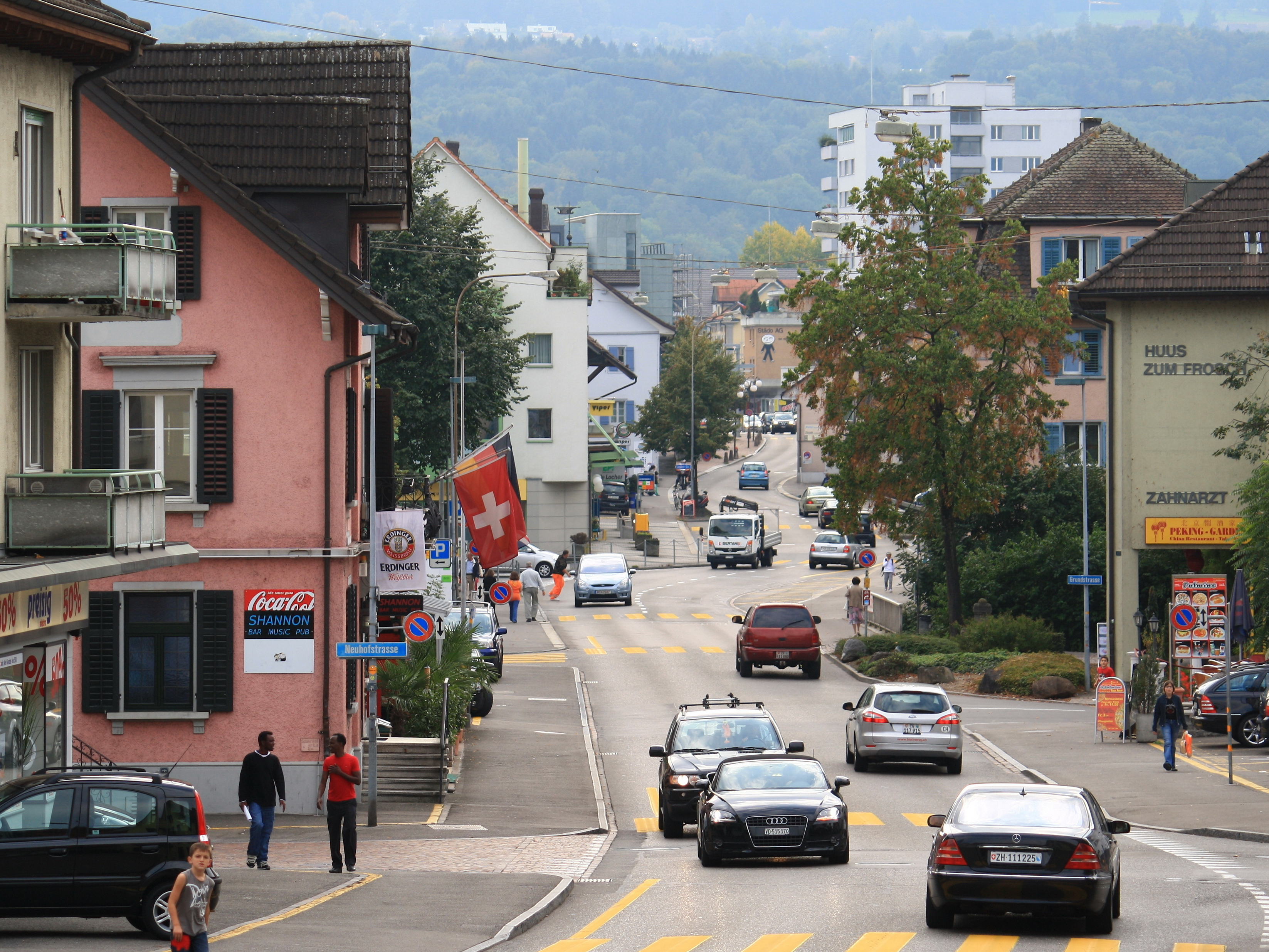
Bahnhofstrasse, Sicht vom Bahnhof auf das Stadtzentrum

Unaufhaltbar wurde der Aufschwung 1910 mit dem Bau des ersten Schweizer Flugplatzes auf dem trockengelegten Ried zwischen Dübendorf und Wangen, der am 8. Oktober 1910 eröffnet wurde. Dübendorf ist seither weit über die Landesgrenzen hinaus bekannt als eigentliche Geburtsstätte der schweizerischen Zivil- und Militäraviatik. Bis 1948, als der Flughafen Zürich in Kloten in Betrieb genommen wurde, beherbergte Dübendorf die Swissair. Während dieser Zeit schrieben zahlreiche bekannte Flugpioniere Geschichte. Seither wurde in Dübendorf der grösste und bedeutendste Militärflugplatz der Schweiz betrieben. Die in Dübendorf stationierten F/A-18 Hornets sind heute in Meiringen in Betrieb. Als Waffenplatz beherbergt Dübendorf auch eine Luftwaffen-, Nachrichten- und Übermittlungs-Rekrutenschule.

### Aufschwung in der Hochkonjunktur ab 1950
Nach 1950 wurde auch Dübendorf von der stürmischen Bautätigkeit in der Agglomeration Zürich erfasst. Die Bevölkerungszahl verdoppelte sich von 1957 bis 1970 rasant von 10'000 auf 20'000 Einwohner. Seit 1974 ist die Gemeinde politisch eine Stadt.
1952 wurde die katholische Pfarrkirche Maria Frieden geweiht.
Die Stadtentwicklung ist nach den 1970er Jahren ruhiger verlaufen. Die Bevölkerungszahl stagnierte während rund 25 Jahren bei ca. 20‘000 und erreichte 1995 20‘872 Personen.

### Eröffnung S-Bahnhof Stettbach und Zentrumszone Hochbord
Ein wichtiger Meilenstein war die Einweihung des Bahnhofs Stettbach 1990, welcher Dübendorf mit einem zweiten Bahnhof erschloss und stärker in das Netz der S-Bahn Zürich einbezog. Nach der Eröffnung des Bahnhofs erlebte die Stadt Dübendorf von ca. 1996–2005 einen Wachstumsschub. Dabei wurden unter anderem das neue Stadthaus Dübendorf und das Helsana-Gebäude beim Bahnhof Stettbach erstellt.
Das Quartier Hochbord war 1931 als Industriezone bestimmt worden; durch den Bau des Bahnhofs Stettbach 55 Jahre später wurde das Quartier unverhofft ausgezeichnet erschlossen und deshalb ab 1995 in eine Zentrumszone umgestuft. Mitte der 2010er Jahre wurde diese Zentrumszone erweitert. Bis 2013 war dies die einzige Zone Dübendorfs, in welcher Hochhäuser erlaubt waren. 2011 hatten die Stimmbürger hingegen einen Gestaltungsplan für eine 114 Meter hohes Hochhaus im Areal Giessen West ("Am Ring") abgelehnt. Durch einen revidierten Gestaltungsplan wurde ab 2014 der Bau von 85 Meter hohen Gebäuden auch in der nunmehrigen Zentrumszone Überlandstrasse Süd (Giessen) möglich. Dort wurde zunächst der Giessenturm errichtet, während beim ursprünglichen Hochhausareal im Januar 2020 die Versteigerung des Geländes im letzten Moment abgesagt wurde. Dieses Areal «Am Ring» mit einem Park und einem weiteren Hochhaus sollte nach Angaben aus dem Jahr 2022 bis 2025 überbaut sein.
Ab 2006 fand so in Dübendorf der stärkste Bauboom seit den 1950er Jahren statt. Mit der Überbauung des Zwicky-Areals wuchs die Stadt Dübendorf mit Wallisellen zusammen, während im Hochbord die restlichen Landflächen der ehemaligen Gemüse-Gärtnerei Beerstecher nach und nach überbaut wurden. Die Gärtnerei war ursprünglich vom Bauboom in Zürich in den 1950er-Jahren von Albisrieden nach Dübendorf geflüchtet.
Die Bevölkerung Dübendorfs stieg innert kurzer Zeit auf über 30‘000 Personen. Der Ausländeranteil betrug 2018 36,7 %. Ein Ende des Bevölkerungswachstums war 2020 nicht abzusehen. Die Stadt Dübendorf führte ab 2021 eine Gesamtrevision der Ortsplanung durch.

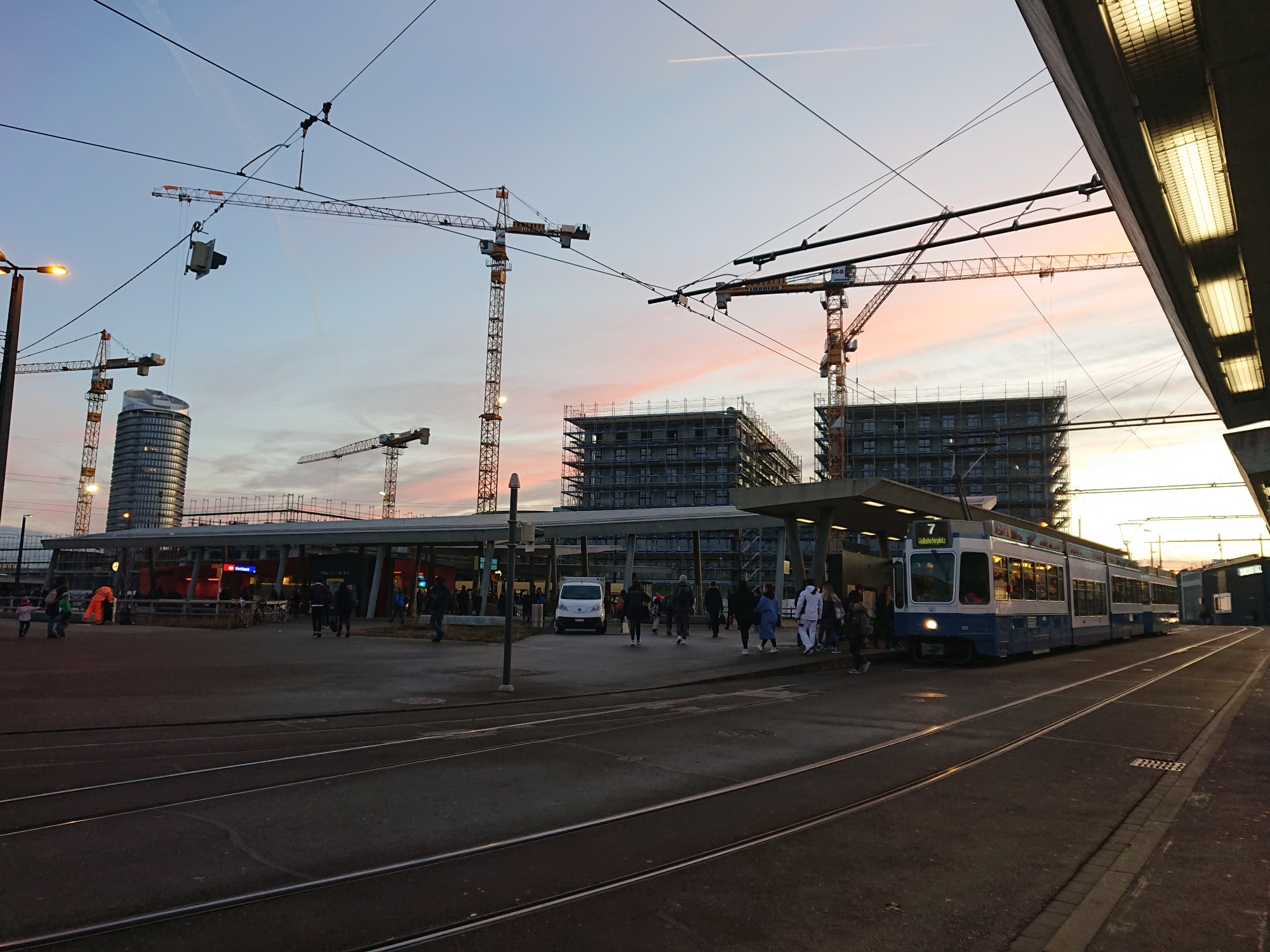
Bahnhof Stettbach, Blick auf JaBee Tower und Baustellen in Dübendorf

Im Gebiet Hochbord hat das Lycée Français Marie Curie de Zurich im Jahr 2016 einen Neubau bezogen. In unmittelbarer Nähe des Bahnhofs Stettbach wurde im Jahr 2017 eine Eventhalle, The Hall (ursprünglich Samsung Hall), eröffnet. 2019 wurde das damals höchste Wohngebäude der Schweiz, der JaBee Tower, fertig gestellt. Das Projekt «Three Point» in unmittelbarer Nachbarschaft des JaBee Tower gilt als eines der grössten Wohnbauprojekte der Schweiz mit einem Investitionsvolumen von über 500 Mio. Franken. Die Türme sind 100, 106 und 111 Meter hoch und bieten Platz für insgesamt 445 Wohnungen, welche im Spätherbst 2023 annähernd bezugsbereit waren. Das höchste Gebäude besitzt 38 Etagen. Die Dachterrasse des mittleren Turms ist öffentlich zugänglich.
Weitere Entwicklungsschwerpunkte bestehen auf dem Flugplatz Dübendorf, auf welchem als Teil des Schweizerischen Innovationsparks der Innovationspark Zurich ("Switzerland Innovation Park Zurich") entstehen soll.  Die erste Bauetappe soll bis 2027 abgeschlossen sein und Platz für rund 3'500 Mitarbeitende bieten; langfristig sind bis zu 10'000 Arbeitsplätze vorgesehen. Thematische Schwerpunkte liegen auf Robotik, Mobilität, Luft- und Raumfahrt sowie Produktionstechnologien. Ergänzt wird das Angebot durch Gastronomie, Freizeitmöglichkeiten und Wohnflächen. Zürich entwickelt sich zu einem internationalen Zentrum der Raumfahrtindustrie. Mit Projekten wie Starlab Space (unterstützt von Airbus und Voyager Space) und dem Switzerland Innovation Park Zurich in Dübendorf entstehen neue Knotenpunkte für Forschung, Entwicklung und Innovation in den Bereichen Raumfahrt, Robotik und Biotechnologie. Die Region bietet ideale Voraussetzungen durch starke Zusammenarbeit zwischen Wirtschaft, Wissenschaft und internationalen Partnern. Ziel ist es, die globale New Space Economy aktiv mitzugestalten.
Das Projekt Im Giessen in Dübendorf ist ein modernes Wohn- und Gewerbequartier mit rund 350 Wohnungen. Die erste Etappe (Giessenhof) wurde 2018 abgeschlossen, der 84 Meter hohe Giessenturm mit 50 Mietwohnungen und einem Pflegezentrum folgte 2020. Auch die dritte Etappe, das Giessen-Lab, ist mittlerweile fertiggestellt. In den Jahren 2015 bis 2023 wurden in Dübendorf durch private und öffentliche Auftraggeber jedes Jahr zwischen 140 Millionen (2015) bis rund 250 Millionen Franken bei Neu-, Um- und Unterhaltbauten investiert mit einem Höhepunkt im Jahr 2022 mit über 260 Millionen.

## Wappen
Blasonierung
Geteilt von Blau mit einem wachsenden goldenen Einhorn und fünfmal gespalten von Silber und Rot
Das Wappen, am 7. Juni 1926 vom Gemeinderat genehmigt, entspricht dem der ehemaligen Obervogtei Dübendorf. Es geht jedoch nicht auf das Wappen der ritterlichen Herren von Dübelstein zurück, sondern auf das Geschlecht von Dübendorf, das vielleicht mit den Meiern von Dübendorf in Verbindung steht. Auf ihrem Siegel von 1292 ist das Wappen geteilt und zeigt oben ein halbes Einhorn und unten zwei Pfähle. In späteren Wappendarstellungen erscheint das Einhorn golden auf silbernem oder, was richtiger ist, blauem Grund. Die silbernen Pfähle der unteren Schildhälfte liegen auf rotem Grund. Statt der Belegung mit Pfählen ist in den späteren Wappen die untere Hälfte dreimal, in den Obervogteiwappen sogar fünf- bis sechsmal gespalten von Silber und Rot. Das Wappenbild weist auf die Lehnsherren der Dübendorfer hin: das Einhorn auf die Freiherren von Tengen, die untere Wappenhälfte auf die Freiherren von Regensberg.

## Bevölkerung
Dübendorf ist nach Zürich, Winterthur und Uster die viertgrösste Stadt im Kanton Zürich (nach Einwohnerzahlen betrachtet).
Die Stadt Dübendorf hatte per 31. Dezember 2022 eine Gesamteinwohnerzahl von 30'801 und einen Ausländeranteil von 36,8 %.

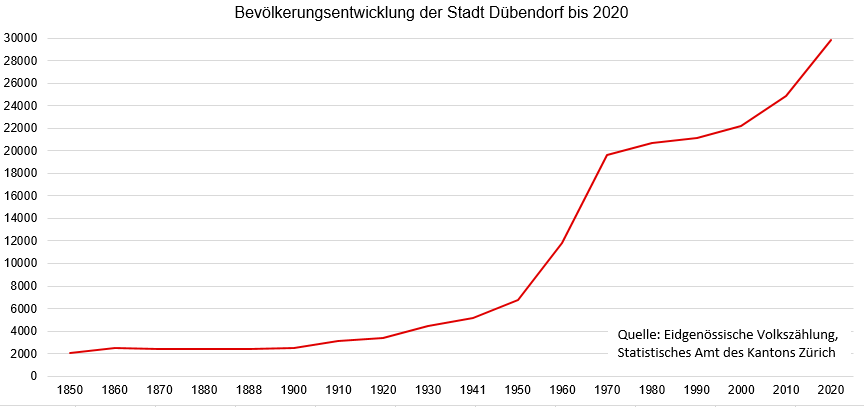
Grafik der Bevölkerungsentwicklung der Stadt Dübendorf 1850 bis 2020

| Jahr      | 1467   | 1634   | 1710   | 1850   | 1900   | 1950   | 1970   | 1980   | 1990   |
| Einwohner | 225    | 553    | 1031   | 2018   | 2544   | 6750   | 19'639 | 20'683 | 21'106 |
| Jahr      | 2000   | 2002   | 2005   | 2007   | 2009   | 2010   | 2011   | 2012   | 2013   |
| Einwohner | 22'216 | 22'541 | 22'707 | 23'176 | 24'068 | 24'882 | 25'124 | 25'299 | 25'801 |
| Jahr      | 2014   | 2015   | 2016   | 2017   | 2018   | 2019   | 2020   | 2021   | 2022   |
| Einwohner | 26'109 | 26'587 | 27'354 | 27'800 | 28'390 | 29'076 | 29'685 | 30'337 | 30'723 |
| Jahr      | 2024   |        |        |        |        |        |        |        |        |
| Einwohner | 32'469 |        |        |        |        |        |        |        |        |

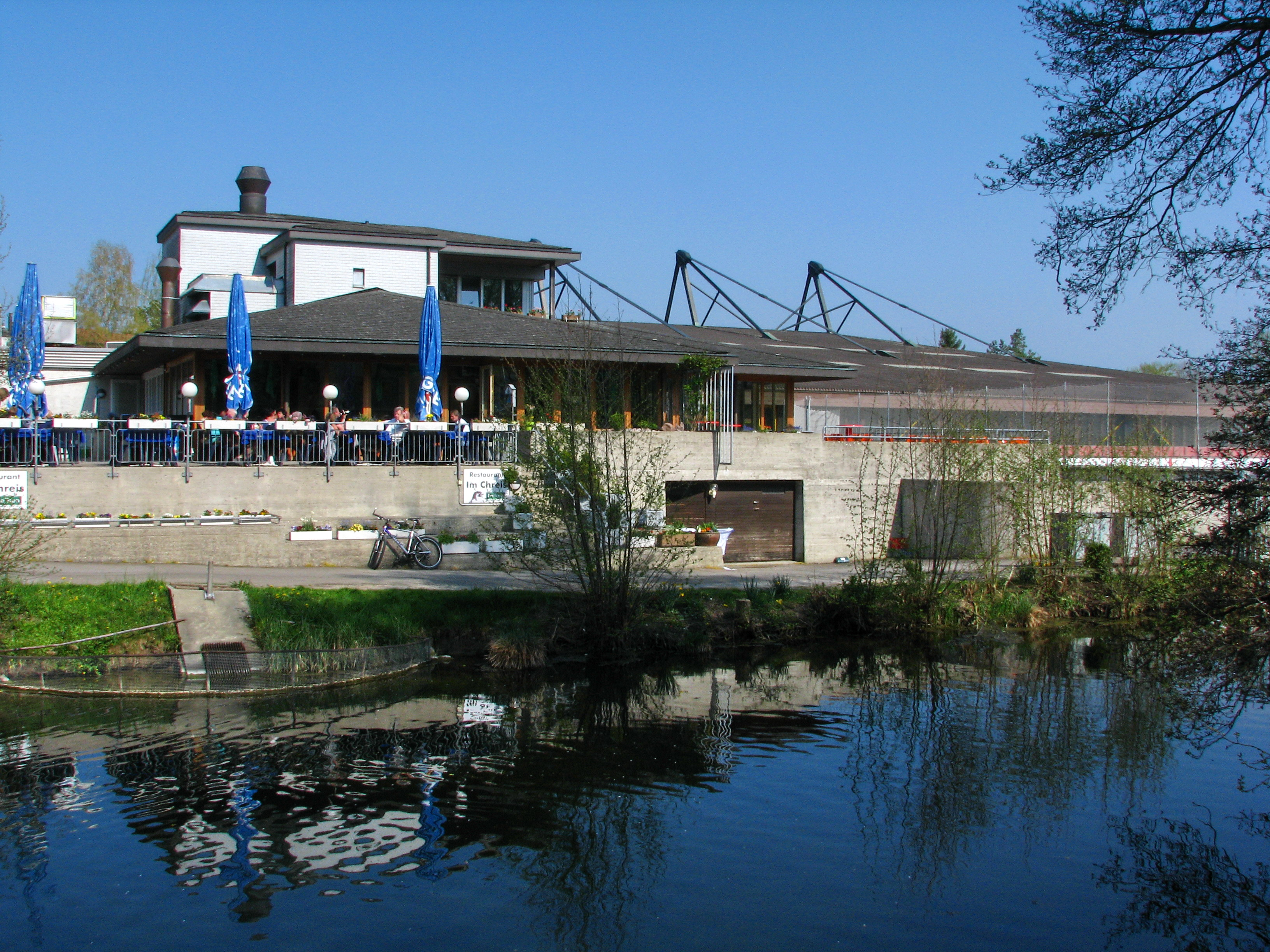
Sportzentrum im Chreis mit Kunsteisbahn
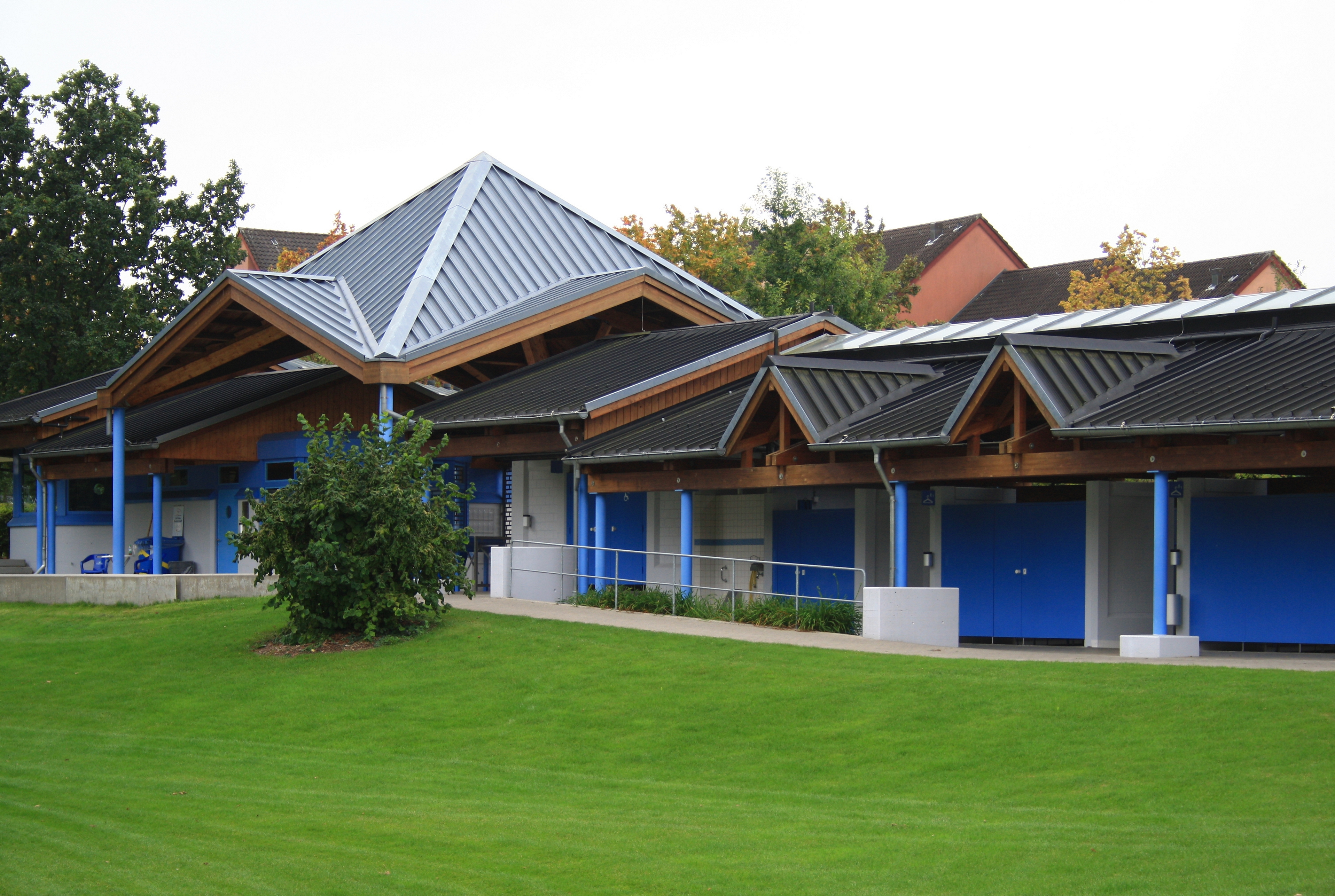
Das Schwimmbad an der Glatt
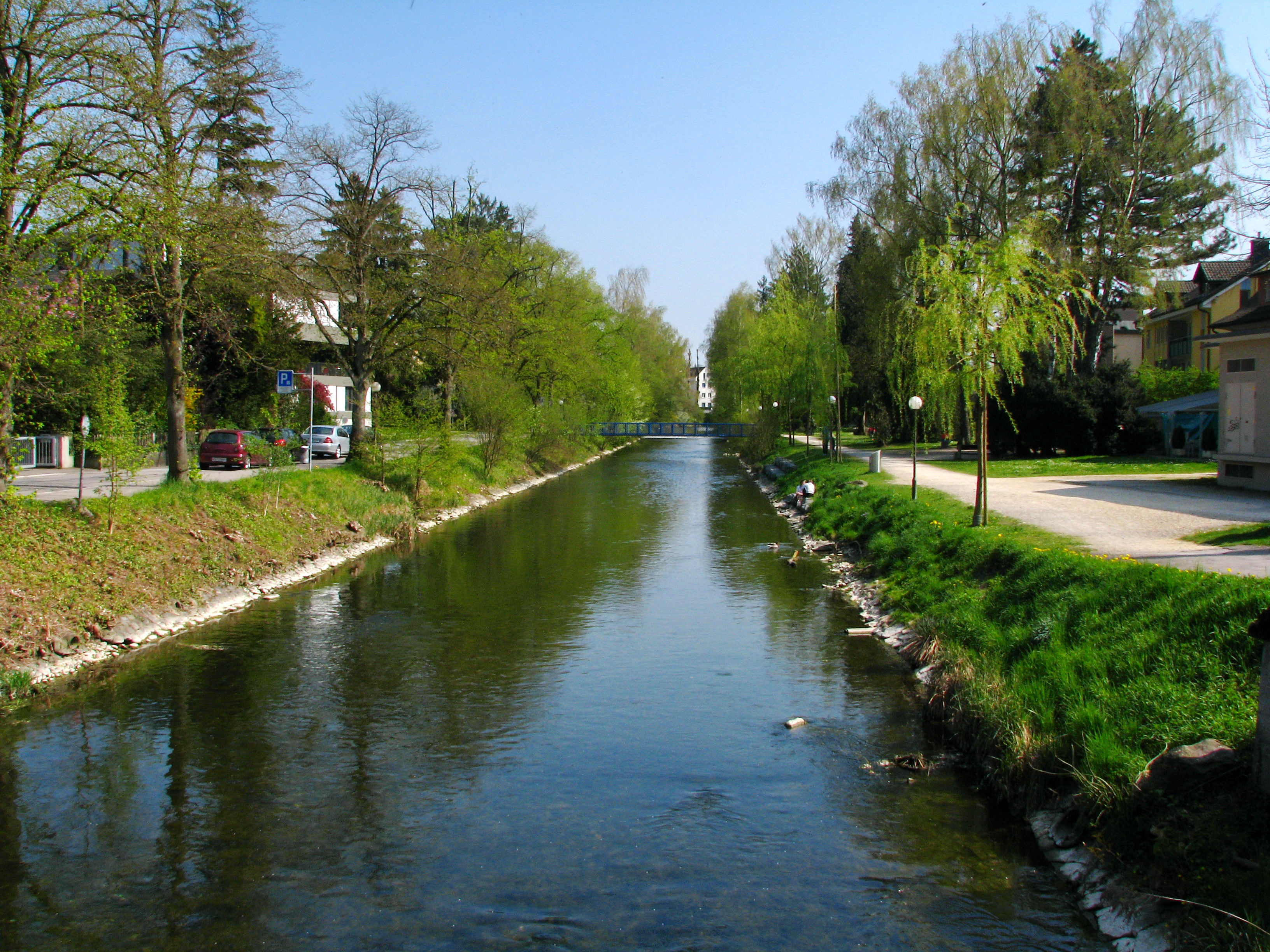
Die Glatt im Zentrum von Dübendorf
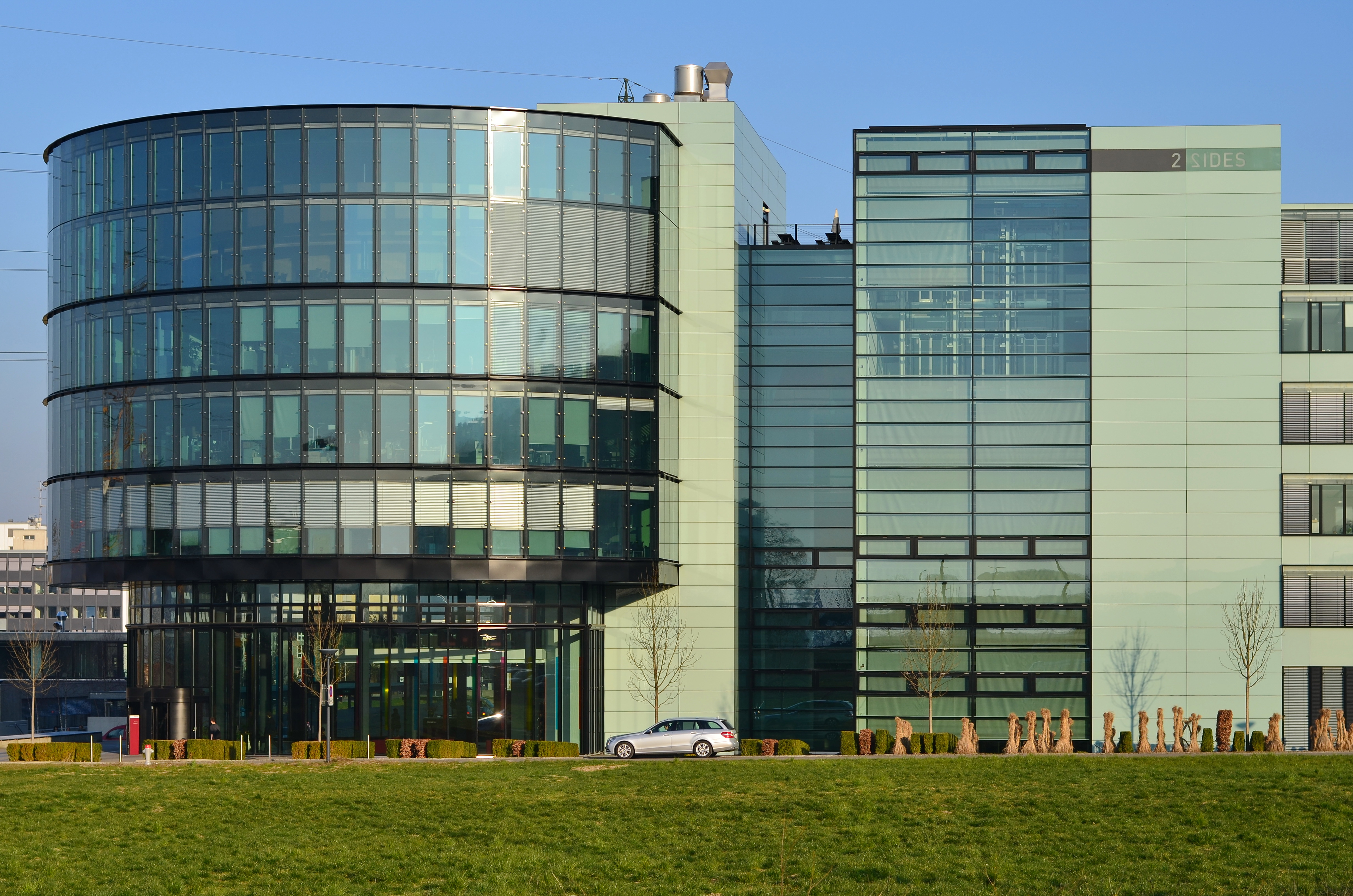
Verwaltungssitz der Helsana in Stettbach
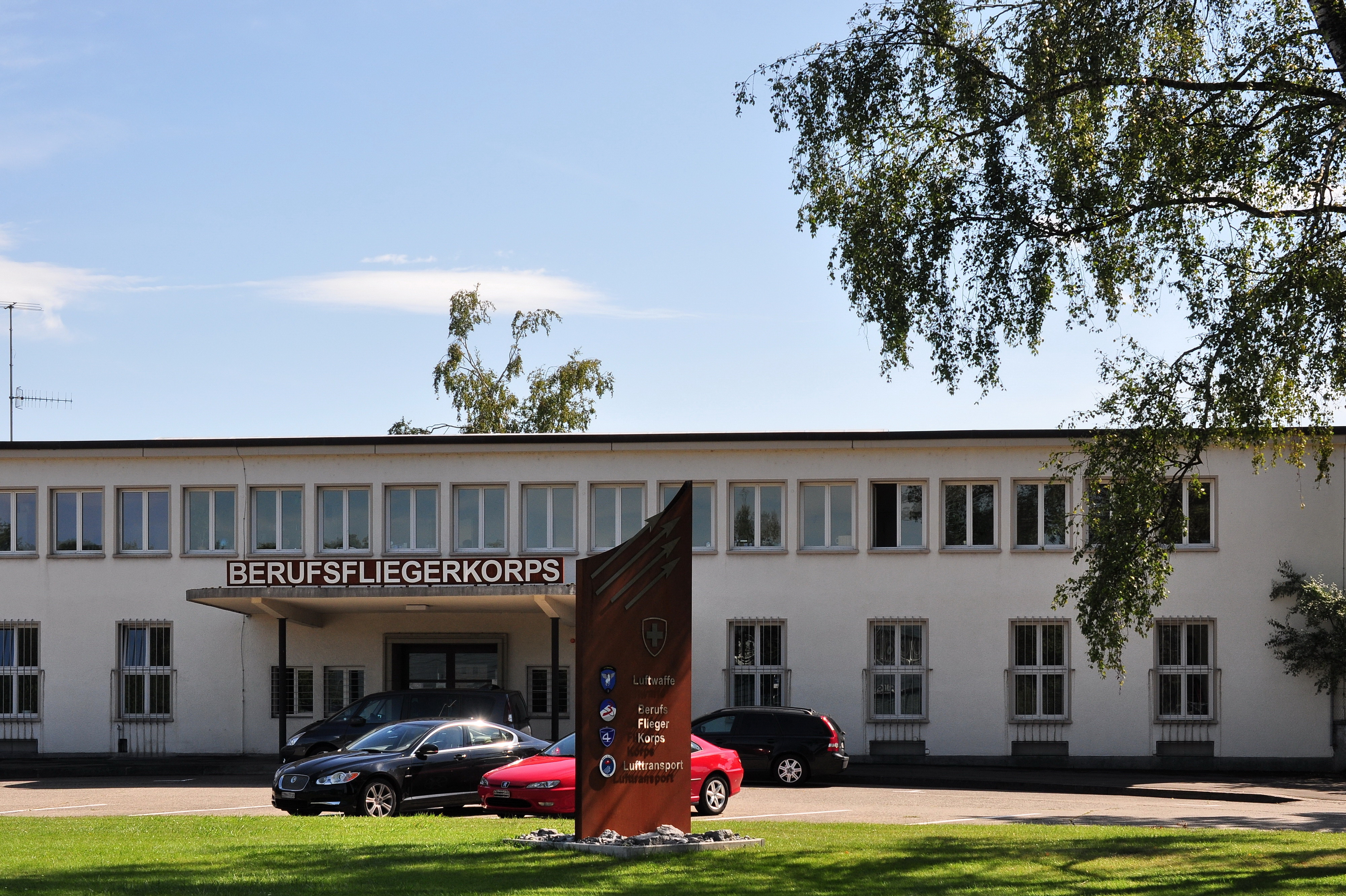
Ehemaliges Aufnahmegebäude des Flugplatzes Dübendorf
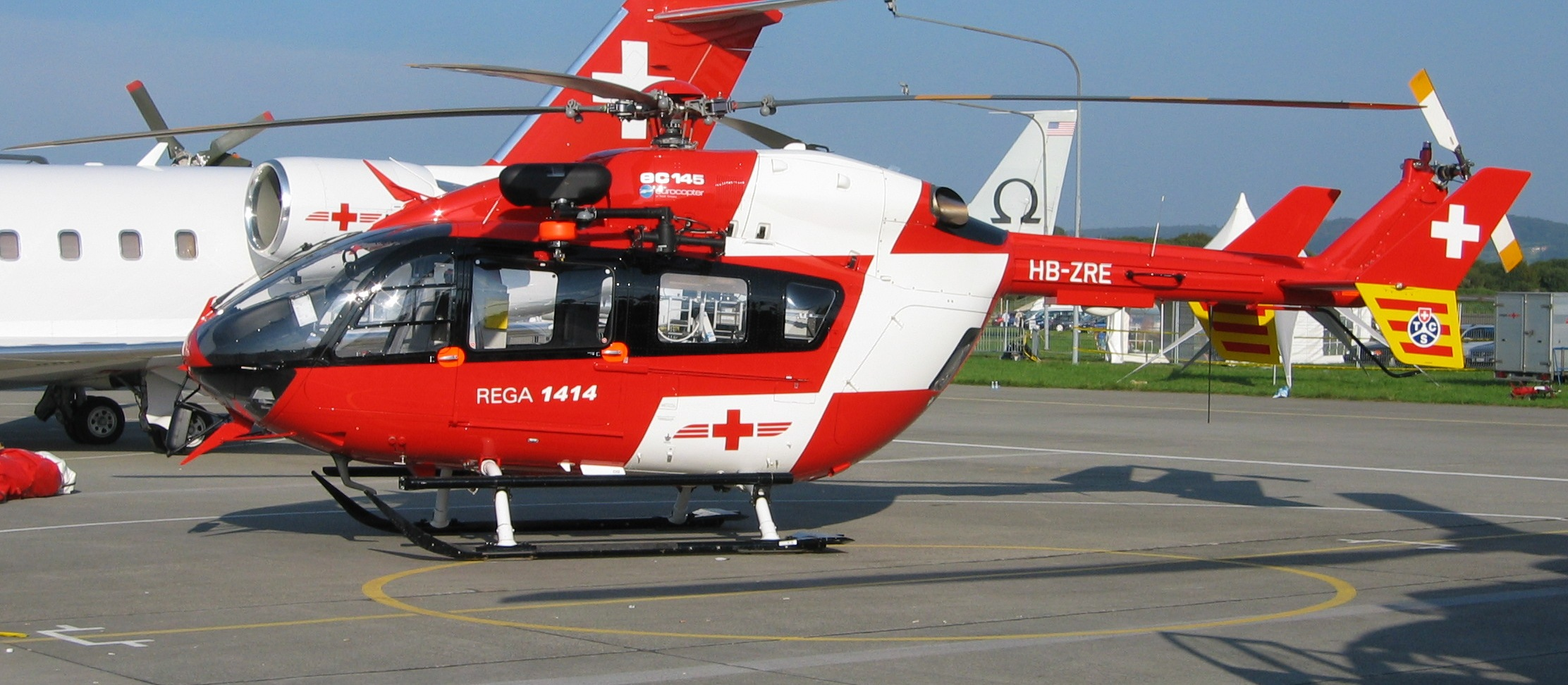
REGA-Helikopter des Typs EC 145 vom Stützpunkt Dübendorf

## Kirchen
Am 31. Dezember 2019 gehörten 27,4 % der Bevölkerung zur katholischen Kirche und 21,6 % zur evangelisch-reformierten Kirche.
Die reformierte Kirche liegt im Ortsteil Wil, das reformierte Kirchgemeindehaus (REZ) mit dem Glockenstuhl der alten Kirche befindet sich im Stadtzentrum. Im Ortsteil Gfenn ist die ehemalige Lazariterkirche Gfenn erhalten.
Ebenfalls im Zentrum von Dübendorf liegt die katholische Kirche Maria Frieden, deren markanter Turm bereits von weitem sichtbar ist.
In Dübendorf gibt es neben den Landeskirchen auch die Evangelisch-methodistische Kirche, die Chrischona-Gemeinde, den Mitternachtsruf, die glattal.church (SPM) und das ICF (International Christian Fellowship).

## Wirtschaft und Forschung
Dübendorf beheimatet die beiden nationalen Forschungsanstalten EMPA und Eawag. Es ist auch Standort des Militärflugplatzes Dübendorf, der gleichzeitig eine Einsatzbasis der Rega und der Heimatflughafen der Ju-Air ist und seit 2008 Standort des Skyguide Air Navigation Center.
Zu den in Dübendorf ansässigen bedeutenden Unternehmen zählen unter anderem die Krankenversicherung Helsana, der Uhrenhersteller Mobatime, die Minimax AG, die SV Group und das Hilfswerk World Vision Schweiz.

### Verkehr

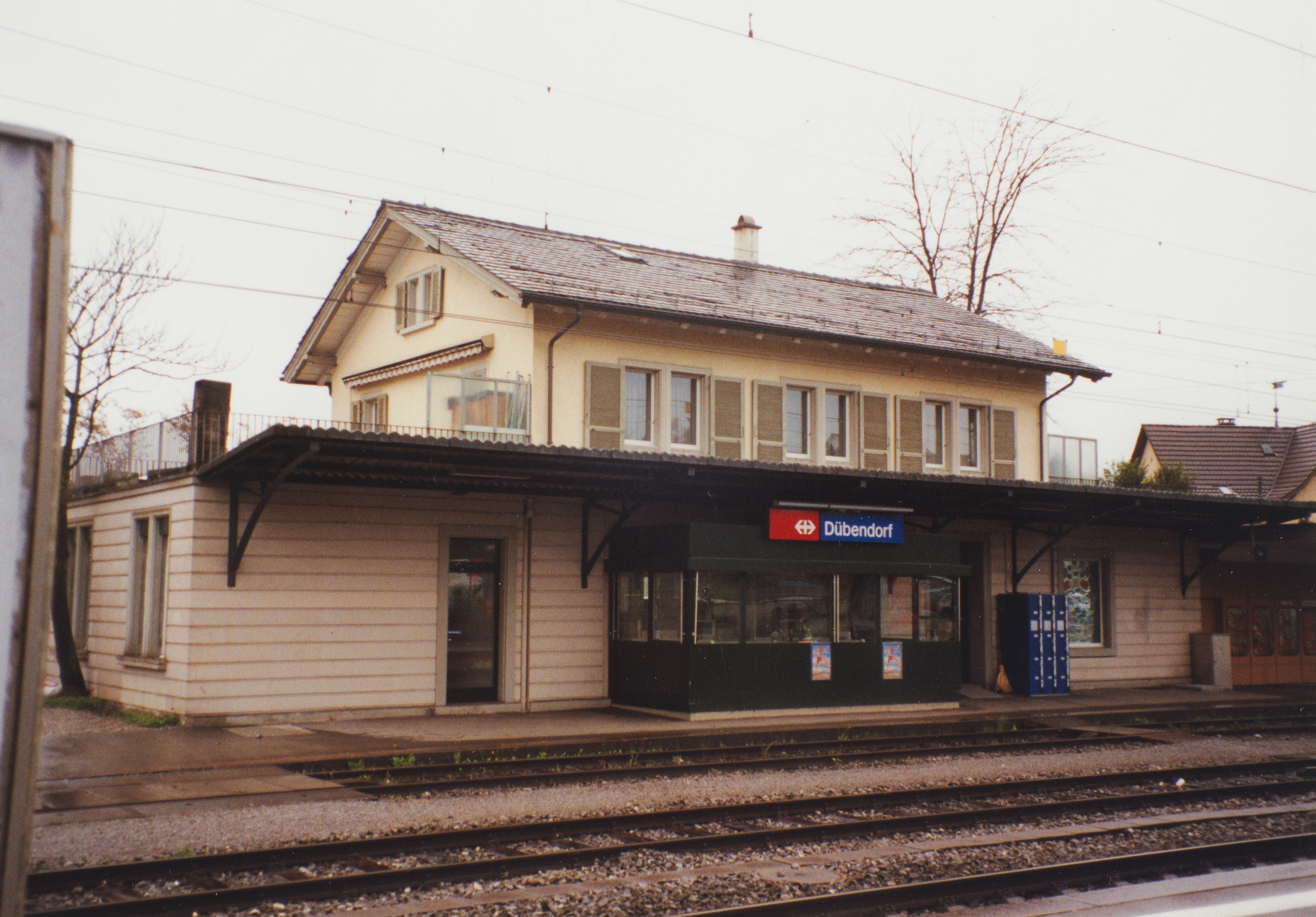
Bahnhof Dübendorf, Bahnseite (1999)

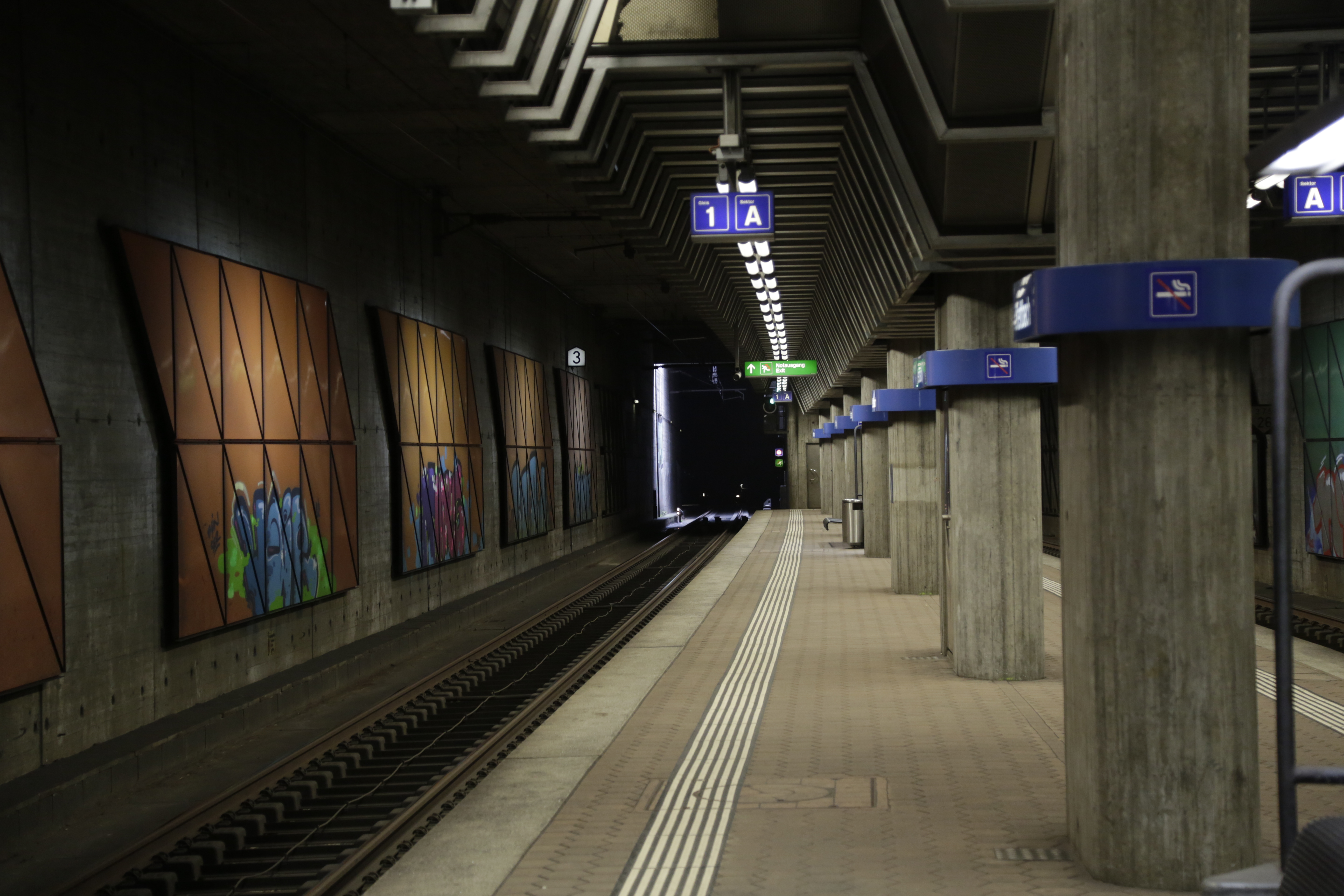
Bahnhof Stettbach (2014)

Von der nordwestlichen Gemeindegrenze, der S-Bahn-Haltestelle Stettbach, erreicht man das Stadtzentrum von Zürich in rund 8 Minuten. Vom Bahnhof Dübendorf sind es 12 Minuten oder 13 Minuten bei der Fahrt via Oerlikon, dem nördlichen Subzentrum Zürichs. Mit dem Privatauto dauert dieser Weg länger.
Erschliessungsgrad durch den öffentlichen Verkehr (prozentualer Anteil Bevölkerung):
- S-Bahn Zürich: 37 %
- Bus (VBZ): 96 %
- S-Bahn und Bus: 96 %
- Durchschnittliche Distanz zur nächsten Haltestelle: 153 Meter

Eine ursprüngliche Strassenplanung sah einen geschlossenen Autobahnring um Dübendorf vor. Beim Arkadenweg wurde bei der Erstellung der Siedlung eine Persiflage auf diese Strassen-Planungen der Autobahneuphorie realisiert, indem ein Stück «Park» erstellt wurde, das eine abgebrochene Strasse darstellt. Die jetzige Nationalstrasse N1 verläuft wenige Meter nördlich der Gemeindegrenze, die davon südlich abzweigende Autobahn A15 verläuft weniger als 500 Meter von der Grenze auf Gemeindegebiet von Wangen-Brüttisellen.
Um den Fahrradverkehr zu fördern wurden 2019 die ersten Publibike-Stationen in Betrieb genommen.

## Freizeit und Sport

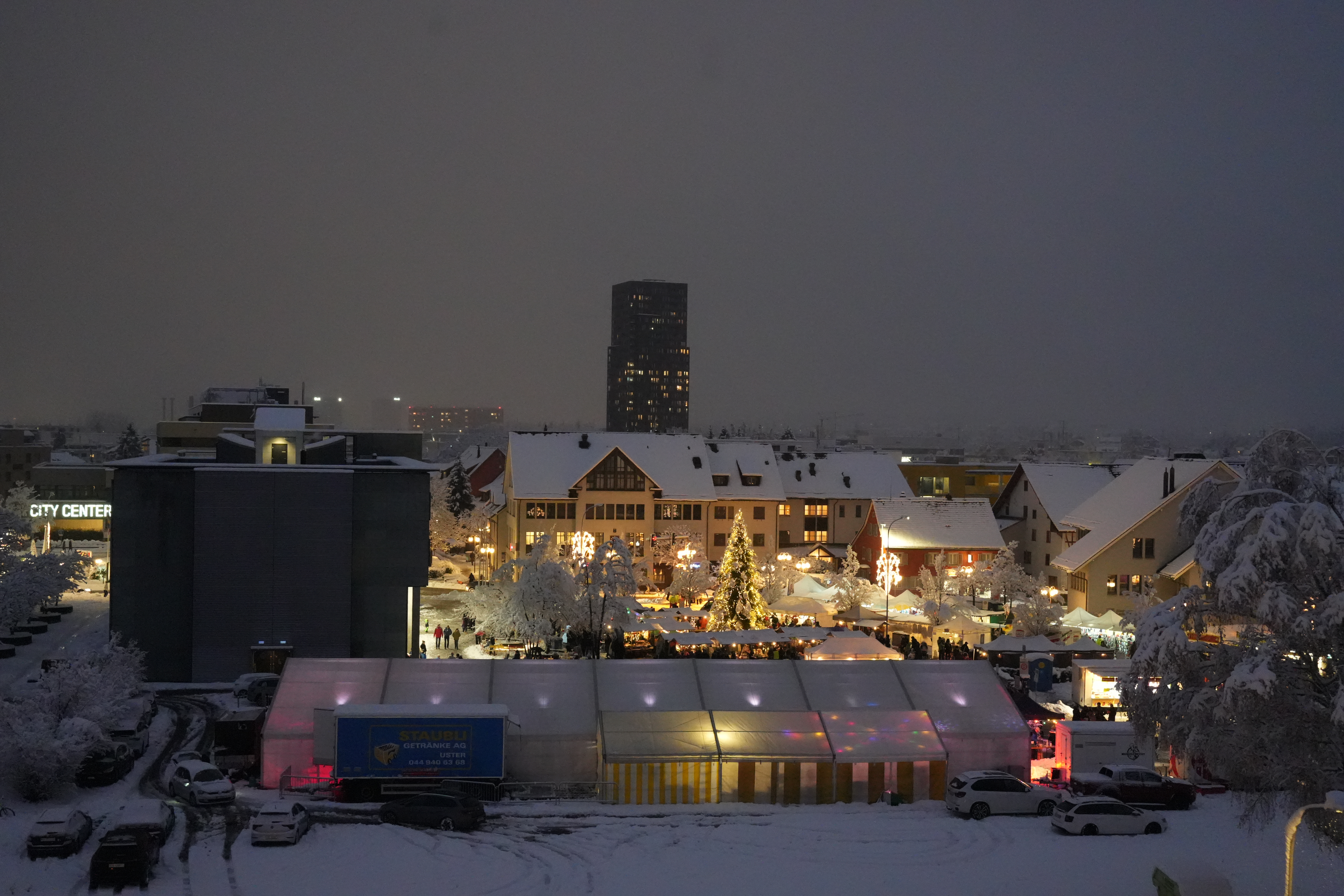
Weihnachtsmarkt 2023

Dübendorf liegt beidseits der Glatt, welche auch als Naherholungsraum dient. In der weiteren Umgebung lockt die ebene Greifenseelandschaft, und das Zürcher Oberland lädt zu sportlichen Wander-, Rad- und Inlineskating-Touren.
Die Sportanlagen umfassen die Kunsteisbahn und Minigolfanlage «Im Chreis» mit Eis- und Curlinghalle sowie das geheizte Freibad (mit 10-m-Sprungturm) «Oberdorf». Auch ein Kleinhallenbad, Tennis- und Fussballplätze sowie Leichtathletikanlagen stehen zur Verfügung. Behörden und über 140 Vereine wie der EHC Dübendorf oder der Schützenverein Stadtschützen Dübendorf sorgen für ein vielfältiges, eigenständiges kulturelles Leben.
Im Gebiet um das ehemalige «Städtli» liegen die Einkaufszentren Dübendorfs mit Läden, Spezialgeschäften und Grossverteilern. Die Marktgasse strahlt urbanes Ambiente aus, was den Platz für die Dübendorfer zu einem beliebten Begegnungsort macht. Zu diesem «alten» Stadtteil bildet das neue Stadthaus Dübendorf einen spannenden Kontrast. Das 1997 fertiggestellte Gebäude stellt dem Städtli moderne Architektur gegenüber. Vor dem Stadthaus wurde ein Platz mit einem Wasserspiel erstellt.
Die städtische Kinder- & Jugendarbeit Dübendorf (KJAD) bietet mit verschiedenen Angeboten und Projekten Freizeitgestaltung für Kinder bzw. Jugendliche im Alter von 8 bis 18 Jahren.
Seit 2017 gibt es in Stettbach eine Veranstaltungshalle mit über 5'000 Plätzen: «The Hall» wird für Konzerte, Fachkongresse und andere Veranstaltungen und Versammlungen genutzt. Im Raum Zürich ist sie die zweitgrösste Veranstaltungshalle (nach dem Hallenstadion mit 13'000 Plätzen).

## Kultur und Sehenswürdigkeiten

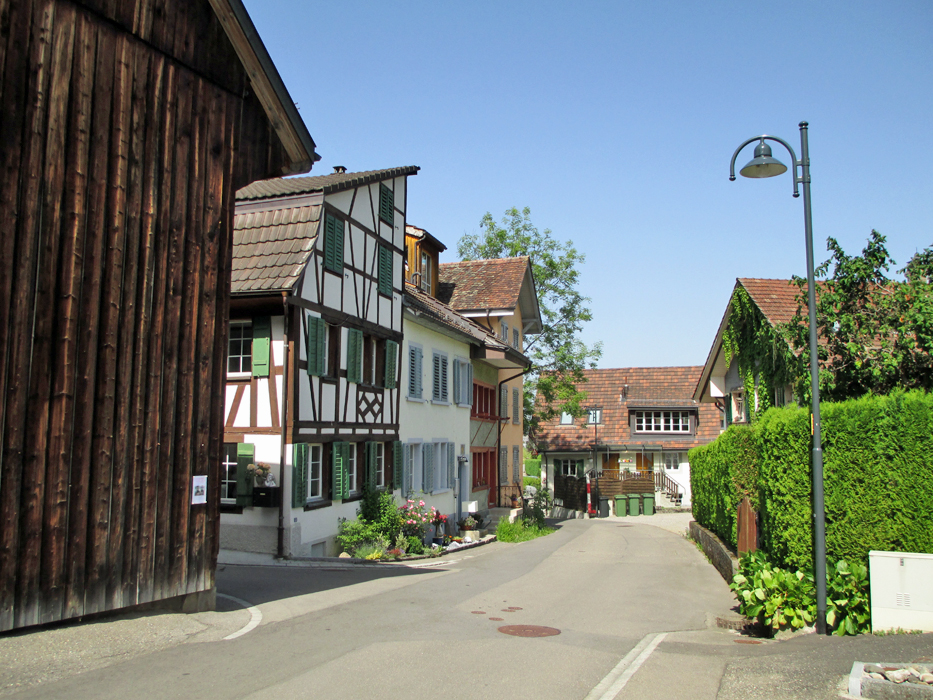
Alt-Stettbach

Auf dem Gelände des Militärflugplatzes Dübendorf befindet sich das Flieger-Flab-Museum. Die Sammlung wurde im Jahre 1972 vom Amt für Militärflugplätze begründet und widmet sich der Geschichte der Schweizer Militärfliegerei und der Flugabwehr.
In einem an der Glatt gelegenen Mühlengebäude besteht seit 1990 das Kulturzentrum «Obere Mühle», das sich für kleinere Anlässe mieten lässt, wo aber auch kulturelle Veranstaltungen organisiert werden.

## Politik
- Grüne: 3
- SP: 7
- GLP: 8
- EVP: 1
- Mitte: 5
- FDP: 5
- Aufrecht: 1
- SVP: 10

Die Legislative ist der Gemeinderat mit 40 Sitzen (Sitzverteilung siehe rechts).
Als Exekutive amtiert der Stadtrat. Stadtpräsident (Vorsteher der Exekutive) ist André Ingold von der Schweizerischen Volkspartei (SVP). Die weiteren Mitglieder der Dübendorfer Exekutive sind (Stand 2022): Finanzvorstand Martin Bäumle (glp), Tiefbauvorstand Adrian Ineichen (FDP), Bildungsvorstand Susanne Hänni (glp), Sicherheitsvorstand Hanspeter Schmid (BDP), Hochbauvorstand Dominic Müller (CVP), Sozialvorstand Ivo Hasler (SP).
| Partei                                    | 2022 | 2018 | 2014 | 2010 | 2006 | 2002 |
| ----------------------------------------- | ---- | ---- | ---- | ---- | ---- | ---- |
| Schweizerische Volkspartei (SVP)          | 10   | 12   | 12   | 13   | 11   | 12   |
| Grünliberale Partei (glp/GEU)             | 8    | 6    | 6    | 6    | 6    | 5    |
| Sozialdemokratische Partei (SP)           | 7    | 7    | 6    | 6    | 7    | 7    |
| FDP.Die Liberalen (FDP)                   | 5    | 4    | 4    | 4    | 5    | 7    |
| Die Mitte                                 | 5    | 0    | 0    | 0    | 0    | 0    |
| Grüne Partei der Schweiz (GPS)            | 3    | 3    | 2    | 1    | 0    | 0    |
| Evangelische Volkspartei (EVP)            | 1    | 1    | 1    | 1    | 2    | 2    |
| Aufrecht Dübendorf                        | 1    | 0    | 0    | 0    | 0    | 0    |
| Bürgerlich Demokratische Partei (BDP/DP)  | 0    | 4    | 5    | 5    | 3    | 2    |
| Christlichdemokratische Volkspartei (CVP) | 0    | 2    | 3    | 3    | 4    | 3    |
| Eidgenössisch-Demokratische Union (EDU)   | 0    | 1    | 1    | 1    | 1    | 0    |
| Übrige                                    | 0    | 0    | 0    | 0    | 1    | 2    |
| Total                                     | 40   | 40   | 40   | 40   | 40   | 40   |

Bei den Nationalratswahlen 2023 betrugen die Wähleranteile in Dübendorf: SVP 31,03 % (−0,15), SP 17,94 % (+3,27), glp 15,54 % (−1,65), FDP 10,49 % (−0,55), Mitte 9,80 % (+0,56), Grüne 7,41 % (−2,83), EVP 2,21 % (−0,72), EDU 1,22 (−0,08).

## Persönlichkeiten
- Frank Baumann (* 1957), Werbefachmann, Radio- und Fernsehmoderator, Satiriker und Fernsehproduzent, lebte in Gockhausen
- Gabriella Baumann-von Arx (* 1961), Autorin und Verlegerin, lebte in Gockhausen
- Martin Bäumle (* 1964), Politiker, Finanzvorstand von Dübendorf
- Oskar Bider (1891–1919), Flugpionier
- Gabor Bilkei (1944–2015), Tierarzt, der wegen vorsätzlicher Tötung seiner Ehefrau bekannt wurde
- Willy Birgel (1891–1973), deutscher Schauspieler
- Jürgen Brodwolf (* 1932), Bildhauer und Objektkünstler
- Steffi Buchli (* 1978), Fernsehmoderatorin und Sportreporterin
- Julian Croci (* 1995), Gemeinderat und Kantonsrat (Grüne)
- Arnold Ludwig Durrer († 2008), Magier – Künstlername Rinoldi
- Alex Eugster (* 1937), Sänger und Musikproduzent (Trio Eugster)
- Guido Eugster (1936–2021), Sänger (Trio Eugster) und Musikproduzent
- Vic Eugster (1940–2022), Sänger (Trio Eugster), Tonmeister und Gemeinderat von Dübendorf
- Georg Gessner (1765–1843), Theologe und Geistlicher
- Nina Havel (* 1980), Fernsehmoderatorin und Schauspielerin
- Anselm Lauber (1920–1995), Elektroingenieur und Pionier auf dem Gebiet der Akustik und Lärmbekämpfung
- Peter von Matt (1937–2025), Germanist und Schriftsteller, lebte in Dübendorf
- Paul Eduard Meyer (1894–1966), Rechtsanwalt, Hauptmann im militärischen Nachrichtendienst der Schweiz und Schriftsteller
- Wilhelm Meyer-Lübke (1861–1936), Romanist, Sprachwissenschaftler, Hochschullehrer und Universitätsrektor
- Eduard Neuenschwander (1924–2013), Architekt und Umweltgestalter, mit ehemals Wohnsitz und Atelier in Gockhausen
- Enrique Puelma (1914–1991), deutsch-chilenischer Grafiker und Künstler, mit ehemals Wohnsitz in Gockhausen und Atelier in Dübendorf
- Patrick Schöpf (* 1969), Eishockeyspieler
- Konrad Toenz (1939–2015), Radiojournalist und Fernsehmoderator, lebte in Gockhausen
- Martin Wegelin (* 1947), Bauingenieur (EAWAG)
- Rosmarie Zapfl (* 1939), Stadträtin 1978–1990, Nationalrätin 1995–2006
- Lothar Ziörjen (* 1955), Stadtpräsident 2006–2018, Nationalrat 2011–2015